# Пуджа

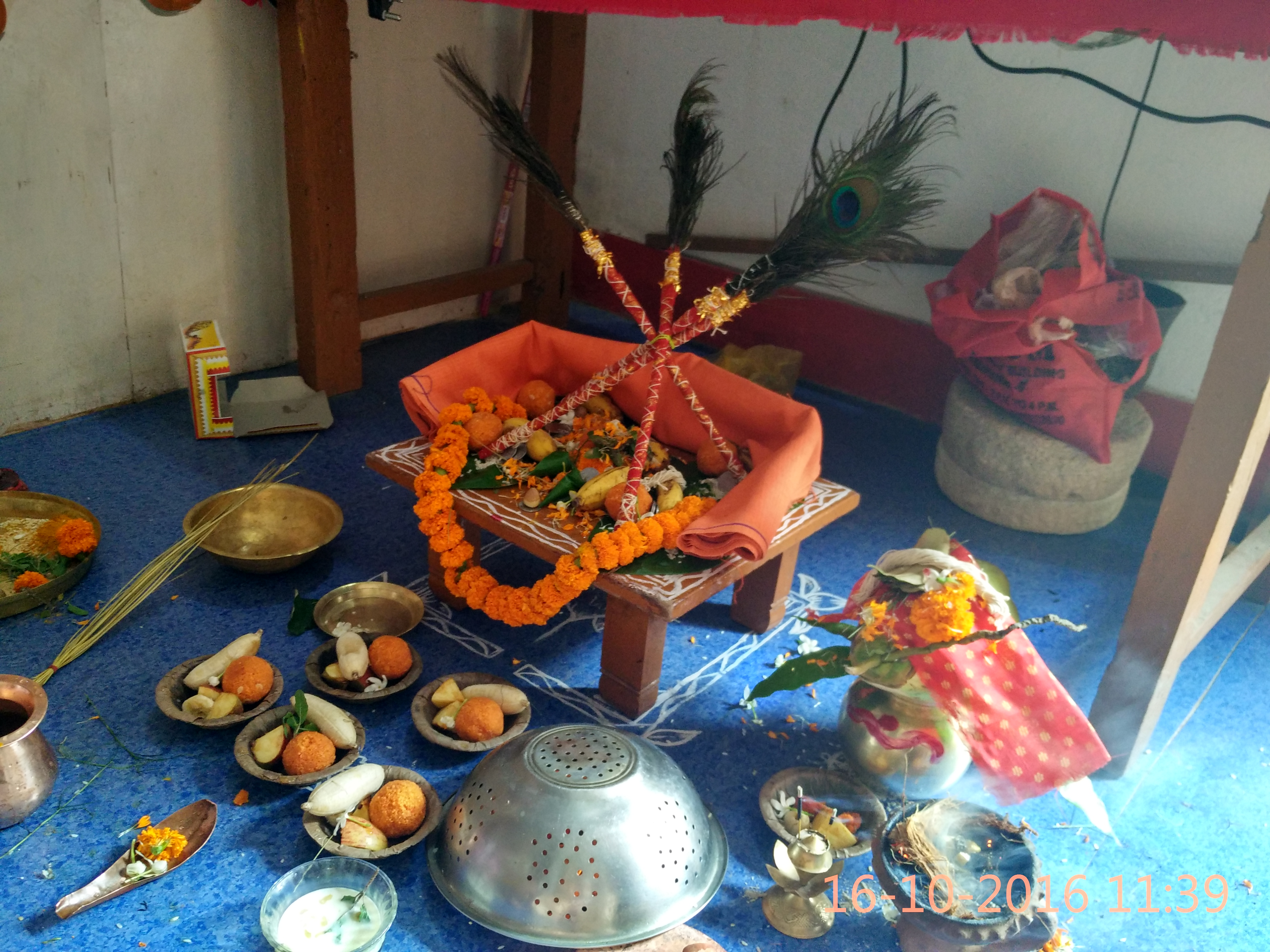
Домашняя Сатья-Нараяна-пуджа, посвящённая Вишну

Пуджа (санскр. पूजा, IAST: pūjā) — один из главных обрядов поклонения и почитания в индуизме. Объектом поклонения выступает Бог, однако, учитывая усматриваемые индуистами божественные аспекты у широкого круга объектов, пуджа может быть посвящена живым людям — духовному учителю, свами или родственникам, а также животным или даже неодушевлённым предметам. Предположительно уходит ритуальными корнями в обряды почитания гостей, а также задабривания духов.
Идея пуджи состоит в прямом, нередко персонифицированном, контакте с божеством с тем, чтобы выразить ему преданность, любовь либо же получить его милость, благословение и расположение. Обряд предполагает служение в различных формах, включая подношение пищи, воскуривание благовоний, омовение, исполнение танцев, священных гимнов и чтение мантр. В рамках каждой из сампрадай — богословско-философских традиций индуизма — разработаны собственные правила проведения пуджи.

## Общие сведения
Пуджа может быть адресована широкому кругу объектов почитания. Основным объектом служит божество, однако пуджа также предназначена для любой почитаемой личности или предмета, наделяемого сакральными качествами. К ним относятся духовный учитель, или гуру, а также уважаемая личность, или свами. Священные животные или растения, отождествляемые с божествами, также являются объектом поклонения. Наконец, на пудже чтят родственников, включая усопших. Ритуал проводится в закрытых помещениях, прежде всего, в домашней обстановке и в храмах. На открытых пространствах пуджа выполняется возле сакрального объекта, например, священного дерева или слияния рек. Многообразие пудж и их широкое распространение дало повод британскому профессору антропологии Кристоферу Фуллеру назвать пуджу «основным ритуалом популярного теистического индуизма».
Целью пуджи может быть как выражение преданности, любви и бескорыстного служения божеству, так и стремление получить его милость, благословение и расположение. Бог представляет собой трансцендентную Высшую реальность, или Брахмана. Однако из милосердия к человеку он нисходит в свой материальный образ, доступный для верующего. К божественному образу на пудже относятся как к зримому подобию самого бога. В ходе пуджи объекту поклонения предлагаются подношения. К ним относятся благовония и фрукты, цветы и листья священных деревьев, вода и напитки, сладости, а также огонь светильника. После пуджи подношения в качестве проявления милости раздаются участникам пуджи как освящённая пища или предметы.
Лицо, выполняющее пуджу, то есть выполняющее весь набор необходимых действий, от подношений до молитв, называется «пуджари». В зависимости от характера и места проведения ритуала роль пуджари выполняют мужчины различных социальных групп. В домашней обстановке им выступает глава семьи, в храме — брахман, а в сельской местности — кто-либо из почитателей божества, не обязательно относящийся к варне брахманов. Для больших и специальных пудж участие брахмана обязательно. Один брахман или группа брахманов может приглашаться в дома верующих для проведения ритуала в соответствии со всеми правилами. В некоторых брахманских сектах к пудже относятся как к неподобающему ритуалу, вместо которого должна проводиться яджна.
Пуджу, посвящённую божеству, в индуизме проводят перед освящённым образом, называемом мурти, а также перед художественным изображением божества. В храмах к объекту поклонения относятся как к хозяину святого места и лицу царских кровей. Пуджа повторяет церемониал царского двора с приёмом дорогого гостя. Пуджи в храмах и, реже, дома проводят по несколько раз в день. Первая проводится утром на рассвете, когда божество «пробуждается». Ему поют утренний гимн «супрабхатам», после чего омывают, одевают, кормят. Затем происходит ритуал почитания с чтением гимнов, мантр и священных текстов. Последняя пуджа проводится вечером, когда божество «укладывают спать». После вечерней пуджи даршан, то есть доступ к божеству для его лицезрения, завершается до утренней службы.
Храмовая пуджа представляет собой сложную ежедневную церемонию. В домашнем обиходе пуджа проводится в упрощённой форме. В праздничные дни храмовое мурти провозят на колеснице по улицам, что получило название «ратха-ятра». Пуджа сменила другую, более раннюю, ведийскую форму богослужения — жертвоприношение, или яджну. Характерные для раннего индуизма кровавые жертвоприношения животных почти полностью вытеснены более гуманной пуджей. Однако они сохраняются в некоторых шиваитских сектах, а также у почитателей богинь Кали и Дурги.
В джайнизме пуджа проводится только в секте шветамбаров. Однако и среди её членов существует разделение на тех, кто почитает изображения в храмах, и тех, кто отказывается это делать. Первых называют «мурти-пуджака» (murtipujaka), а других — стханаквасы и терапантхи. Когда джайн выполняет пуджу в честь тиртханкары, или архата, он не ожидает взамен от него никакой благодати. Тиртханкара считается освобождённым существом, а не божеством, дарующим милость. В то же время джайны секты шветамбаров адресуют пуджи второстепенным богам и богиням, а также духовным личностям, которые могут принести положительные результаты для практики.

Пуджи местному святому, божеству, тиртханкаре и реке
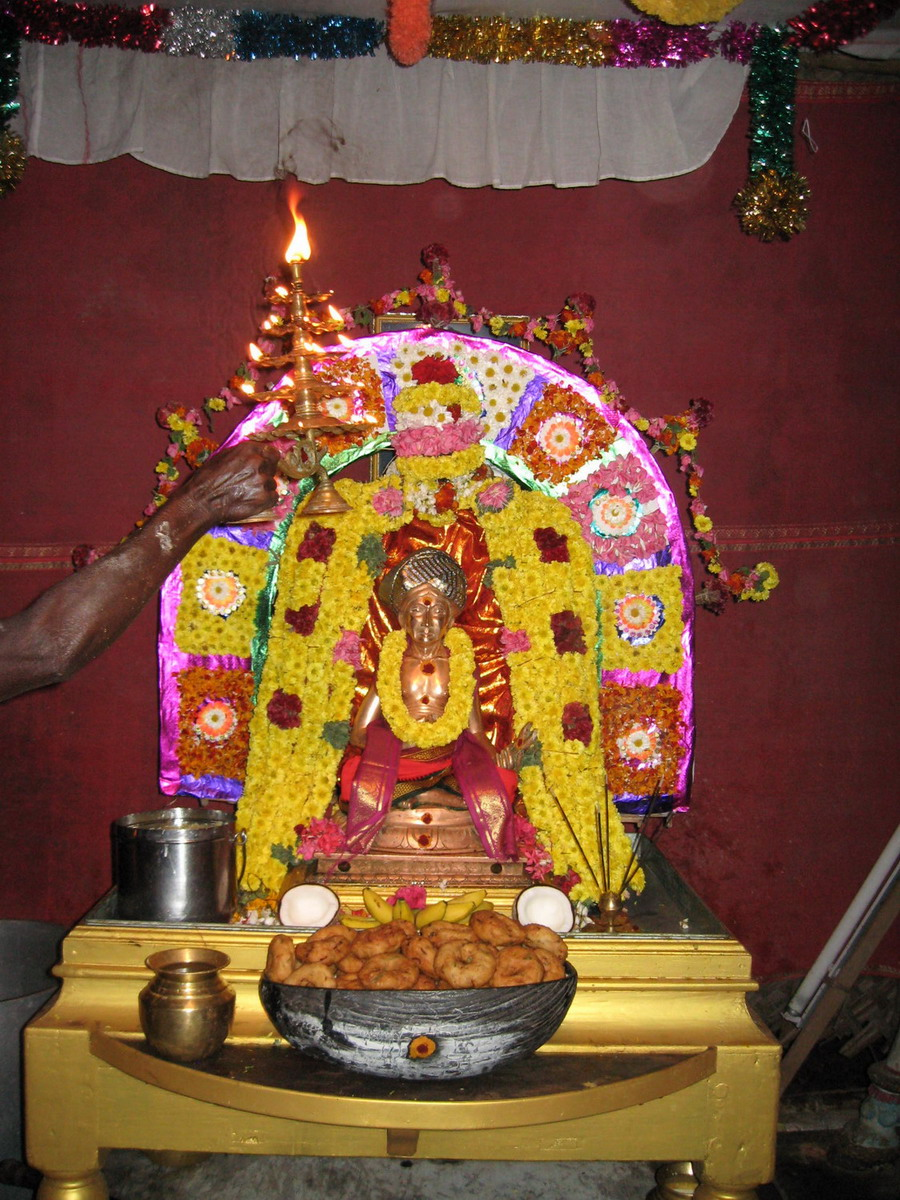
Пуджа в честь святого Малаиперумала, храм в деревне Алатур в Тамилнаде
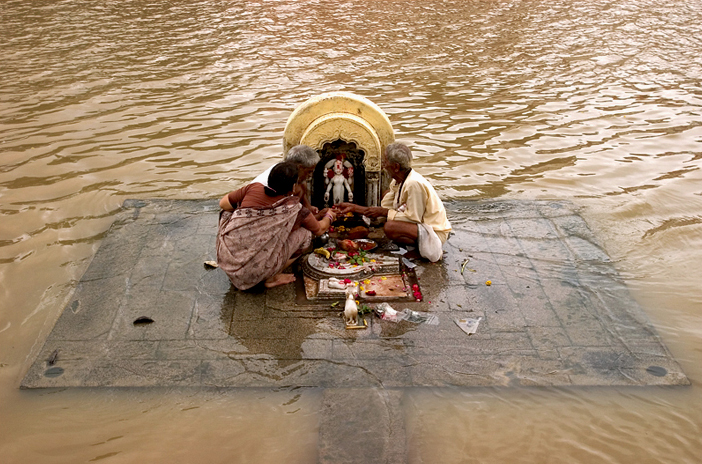
Пуджа на реке Шипра (Мадхья-Прадеш)
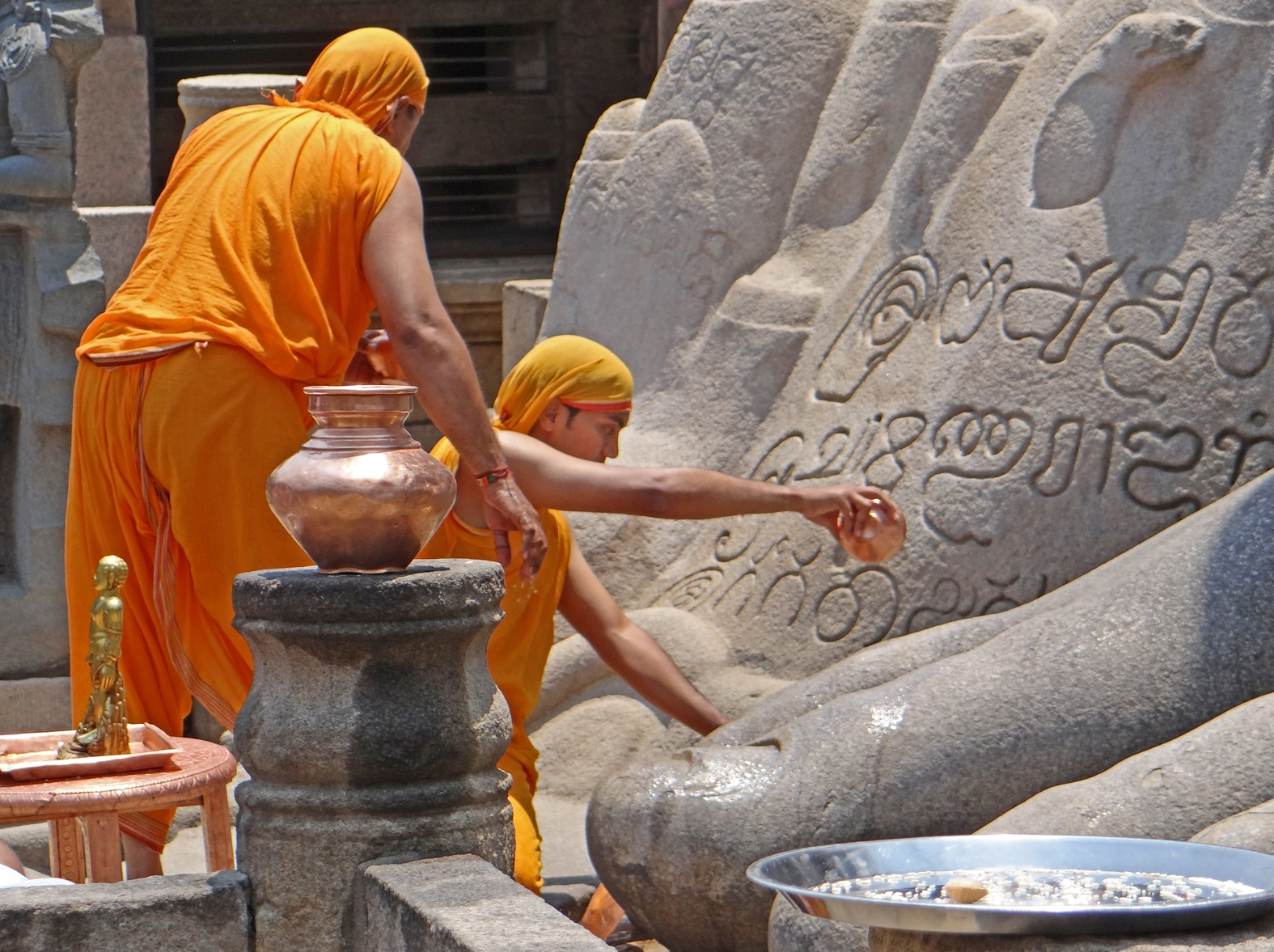
Пуджа джайнов: омовение стоп статуи Гоматешвары (Бахубали), Карнатака
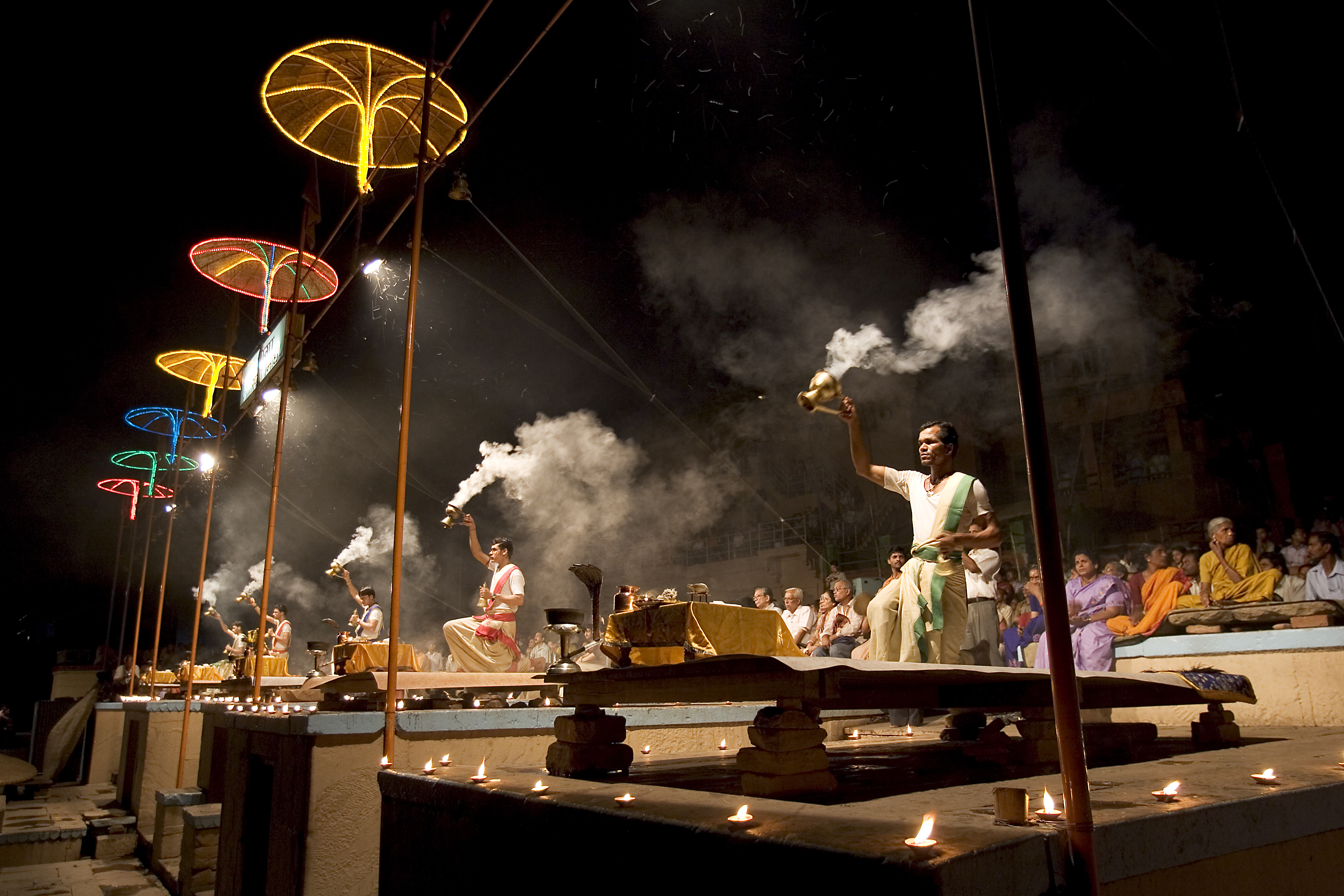
реке Ганг]] в Варанаси

В результате миграций индийского населения за пределы Южной Азии пуджа проникла в культурно-религиозную среду других народов, иногда с некоторыми изменениями. Так, например, исцеляющий ритуал Кали-маи, практикуемый в южноамериканской Гайане, представляет собой местную адаптацию пуджи богине-матери Кали, привнесённой индуистами, которые массово переселялись сюда в период британского колониального владычества.

## Этимология
Учёные расходятся во мнении относительно происхождении ритуала и этимологии «пуджи». Многие индологи полагают, что пуджа первоначально была дравидийской духовной практикой — иными словами, практиковалась в доарийской Древней Индии в культах местных и родовых божеств. Признаками этого являются разграничение между арийской, то есть брахманской, яджной и дравидийской пуджей; отказ ортодоксальных сект брахманов, следующих ведийским традициям, участвовать в пудже; популярность пуджи в деревенских культах; а также роль низкокастовых, а следовательно, неарийских наследственных пуджари в деревенских пуджах. Однако для гипотезы о дравидийском происхождении термина не хватает лингвистических аргументов. В 1926 году шведский востоковед Ярл Шарпантье (швед. Jarl Charpentier) предложил считать «пуджу» производным словом от тамильского «пучу» (pucu) или от каннада «пушу» (pusu), что означает «намазать». Как тамилы, так и каннада имеют дравидийские корни, а «пучу» или «пушу» может свидетельствовать о применении пасты или порошка из сандалового дерева, куркумы или кумкума в пудже.
Альтернативную гипотезу выдвинул немецкий учёный-санскритолог Пауль Тиме в 1939 году. Он высказал предположение, что термин происходит от санскритского слова «пуджа» (puja), что означает «смешивать». В качестве обоснования рассматривалось использование смеси мёда и воды под названием «мадхупарка» (madhuparka), которую предлагали гостям в Древней Индии. Анализируя использование термина «пуджа» в сутрах и эпической литературе, Пауль Тиме приходит к выводу, что слово употреблялось в ритуале приветствия или поклонения гостям. Ритуальные действия и жесты, характерные для пуджи, всё ещё используются в Индии для чествования гостей, а также других уважаемых личностей, священных растений и животных, оружия или священных принадлежностей. Кроме того, отдельные части древнего ритуала для гостей, например, предложение места и омовение ног, играют важную роль в современных пуджах. Однако отмечается, что следы гостевого ритуала реже встречаются в сельской практике, а также пуджах неортодоксальных традиций, в частности, буддийских и джайнских. Таким образом, вопрос о происхождении термина остаётся открытым.

## Пуджа и жертвоприношение
Пуджа как ритуал сохранилась со времён Древней Индии. В раннем индуизме практиковались два способа обретения божественной милости. Первым была яджна — огненный ритуал жертвоприношения, в котором посредником между человеком и богами выступал бог огня Агни. Вторым была пуджа, в ходе которой верующий выказывал свою преданность, служение и любовь к божеству. Отличительной особенностью пуджи является тот факт, что бог представлен в символической форме. Им может быть мурти, художественное изображение или сакральный символ. В ведийский период яджна представляла собой главный ритуал. Правильно проведённая яджна по силе могла превосходить самих богов. Для достижения желаемого результата было достаточно провести яджну с соблюдением всех требований. Мастер яджны, знающий тонкости ритуала, высоко почитался в обществе, что привело к особому отношению к брахманам. Пуджа, доступная для каждого смертного, напротив, представляла собой средство прямого общения с божеством. Впервые пуджа упоминается в священных текстах, дополняющих Веды и известных как сутры. Ранние сутры датируются 600—400 годами до н. э., что может давать временной ориентир для появления ритуала. Пуджа получила развитие и распространение по мере отхода на задний план ведийских божеств природных сил и становления антропоморфных культов. В пудже ценилась «нравственная» чистота, в то время как в яджне — чистота «ритуальная».
Общепринята точка зрения заключается в том, что кочевые племена скотоводов, расселившиеся в Северной Индии в 1500-х годах до н. э., которых затем именовали ариями, предпочитали общаться с божественными силами через ритуал яджны. Они выливали масло гхи в огонь, воспевали священные гимны и призывали божеств природы. Оседлые общины индийского субконтинента, занимавшиеся сельским хозяйством и называемые дравидами, почитали божеств цветами и фруктами. К 500 году н. э. практика яджны значительно сузилась, главным образом, под влиянием буддизма. Пуджа стала главным ритуалом индуизма, чьи правила подробно описаны в храмовых текстах, известных как агамы. По мере распространения культуры бхакти пуджа обрела большую популярность. В современном индуизме пуджа преобладает, однако яджна сохраняется в родовых ритуалах, таких как свадьба, а также в сообществе храмовых брахманов.
Поклонение Вишну и Шиве — божествам тримурти — основывалось на пудже. В «Хожении за три моря» тверской купец Афанасий Никитин, путешествовавший в Средневековую Индию в 1468—1475 годах, описывает в общих чертах поклонение во время посещения знаменитого храма Малликарджуны на горе Шришайлам рядом с Хайдерабадом. Храм Никитин называет персидским словом «бутхана», а идола — «бутом». Не разбираясь в пантеоне богов, купец описывает пуджу в честь Шивы, которого можно определить по наличию тришулы и ездового животного Нанди: «В бутхане же бут вырезан из камня чёрного, огромный, да хвост его через него перекинут, а руку правую поднял высоко и простёр, как Юстиниан, царь цареградский, а в левой руке у бута копьё. На нем не надето ничего, только бёдра повязкой обернуты, а лик обезьяний. А иные буты совсем нагие, ничего на них не надето (срам не прикрыт), и жены бутовы нагими вырезаны, со срамом и с детьми. А перед бутом — бык огромный, из чёрного камня вырезан и весь позолочен. И целуют его в копыто, и сыплют на него цветы. И на бута сыплют цветы». 
| Характеристика                     | Эпоха «Карма Канда»                                                                           | Эпоха «Гьяна Канда» | Эпоха «Упасана Канда» |
| ---------------------------------- | --------------------------------------------------------------------------------------------- | --- | --- |
| Период                             | 1800—800 годы до н. э.                                                                        | 800-е годы до н. э. — 800-е годы н. э. | 800-е годы — наше время |
| Преобладающая религия              | ведизм                                                                                        | буддизм | индуизм |
| Культурно-социальные изменения     | становление брахманизма и рождение кастовой системы                                           | падение популярности ведийского ритуализма, подъём неортодоксальных традиций, распространение тантры и йоги | влияние альваров и наянаров, интеграция мистицизма и брахманизма, рождение школ веданты, проникновение исламских и христианских убеждений |
| Священные тексты                   | Веды в форме самхит (сборников гимнов), брахманы (руководства по выполнению жертвоприношений) | Араньяки и упанишады (мистико-духовные богооткровения), сутры (философские афоризмы), шастры (руководства по предметным областям), итихасы (эпосы)                                                                 | Пураны (хроники богов, царей и мудрецов), агамы (храмовые правила), тантры (оккультные руководства) и народный фольклор, бхашья (комментарии к философским работам) |
| Религиозная парадигма              | через жертвоприношение высшим силам могут быть удовлетворены все людские чаяния               | иллюзорность мирских желаний; привязанности как причины страданий и бесконечного цикла перерождений; путь освобождения души через контроль над телом, чувствами и умом; осознание и отказ от земных привязанностей | Бог как Высшая реальность, вечный и неизменный, причина мироздания, «внутренний» правитель, пребывающий во всех живых существах; божественная природа души, путь её освобождения через приближение и слияние с персонифицированным Богом; обретение божественной милости и преодоление кармических последствий; достижение четырёх целей: освобождения, праведного поведения, благоденствия и блаженства |
| Первичная религиозная деятельность | жертвоприношение и ритуалы жизненного цикла                                                   | тапас и аскеза | пуджа, домашние ритуалы, яджна |
| Выражение религиозных убеждений    | ритуализм, следование обрядовым правилам                                                      | осознанность и мистицизм | бхакти |

В некоторых ритуалах ведийская яджна стала составной частью пуджи
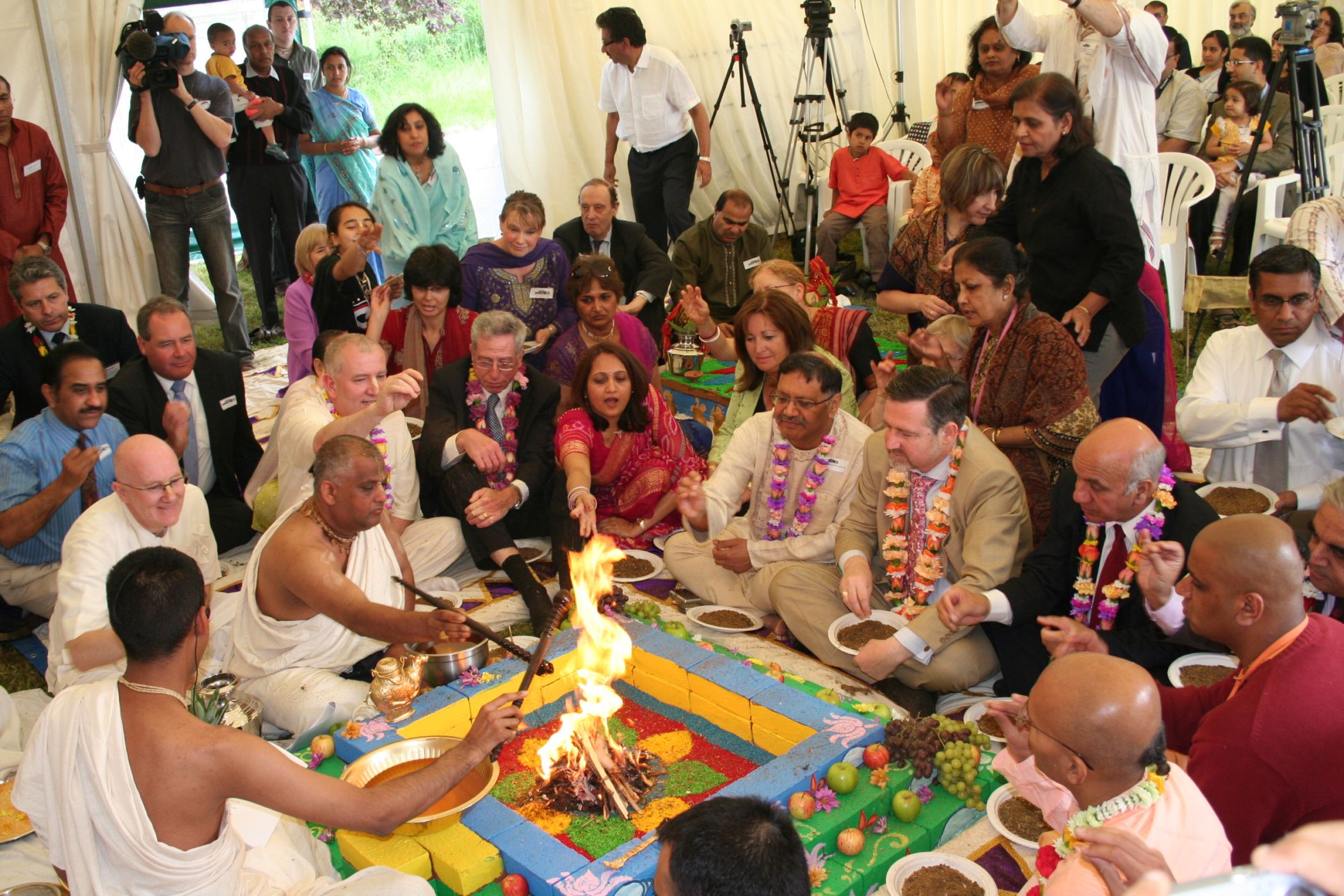
Групповая яджна в честь Бхуми-деви, или Матери-земли, с приглашением почётных гостей
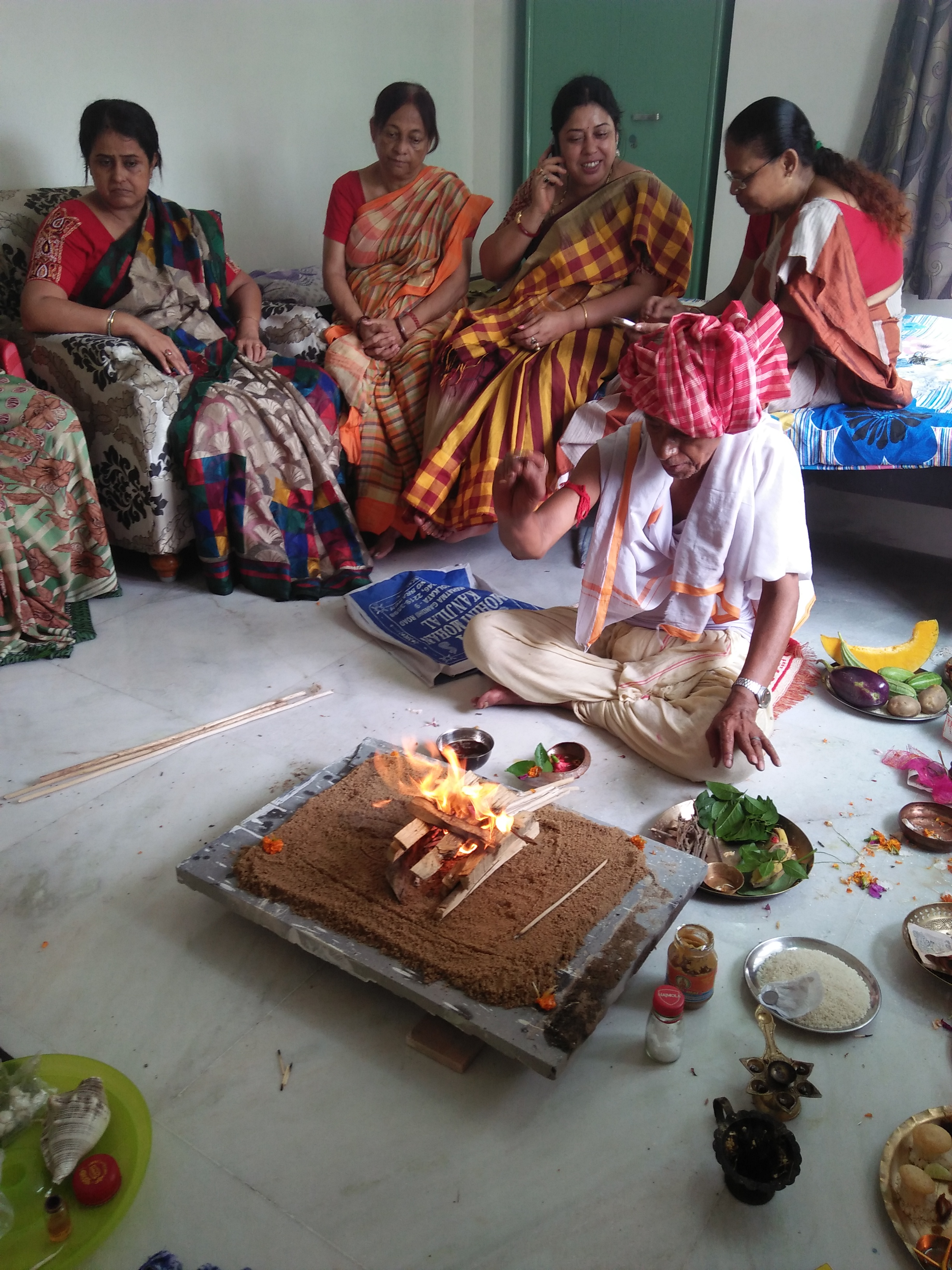
Домашняя Сатья-Нараяна-пуджа (в честь Вишну) в брахманской семье

## Упачара: последовательность действий
Упачарой называют упорядоченную последовательность действий, совершаемых во время пуджи. На пудже божеству предлагаются фрукты, специально приготовленная пища, вода, благовония, цветы и другие подношения. Как акт преданности ритуал является одновременно служением божеству и средством завоевать его расположение. Ритуал, проводимый в домашних условиях, представляет собой сокращённую версию служения, выполняемого в храмах. Различается четыре группы упачар. Во-первых, божество призывается и приглашается войти в свой образ. Во-вторых, божество омывается, ему подносят воду для мытья ног и воду для полоскания рта. В третьей, основной, группе божеству предлагаются различные подношения, от одежды и благовоний до духов и цветов. В четвёртой, последней, группе божеству изъявляют почтение и провожают его. Хотя упачара отличается в зависимости от характера пуджи, типичный набор состоит из 16 упачар, или действий. Завершающим действием является арати, или освящение мурти лампадой с топлёным маслом «гхи» или камфорой. Круговыми движениями мурти освящается, после чего присутствующим предлагают освятить себя от огня.
Наиболее распространённые ритуальные действия включают следующие:
| Действие (eng)          | Действие (рус)            | Значение                                                                       |
| ----------------------- | ------------------------- | ------------------------------------------------------------------------------ |
| avahana                 | авахана                   | призывание или приглашение божества                                            |
| asana                   | асана                     | предложение места для пребывания божества                                      |
| svagata                 | свагата                   | приветствие                                                                    |
| padya                   | падья                     | предложение воды для омовения стоп                                             |
| arghya                  | аргхья                    | предложение воды для полоскания рта и рук                                      |
| acamaniya               | ачамана                   | предложение нескольких глотков воды                                            |
| madhuparka              | мадхупарка                | предложение воды с мёдом                                                       |
| snana, abhisheka        | снана или абхишека        | омовение или купание                                                           |
| vastra                  | вастра                    | одевание или предложение одежды                                                |
| gandha                  | анулепана или гандха      | обрызгивание духами                                                            |
| yagnopavit, mangalsutra | ягнопавит или мангалсутра | одевание священного шнура (мужской образ) или ожерелья невесты (женский образ) |
| pushpa                  | пушпа                     | предложение цветов                                                             |
| dhupa                   | дхупа                     | воскурение ароматных благовоний                                                |
| dipa                    | дипа или арати            | предложение огня в виде зажжённой лампы с камфорой или маслом                  |
| naivedya, prasada       | найведья или прасада      | предложение пищи                                                               |
| namaskara, pranama      | намаскар или пранама      | приветствие или простирание                                                    |
| parikrama, pradakshina  | парикрама или прадакшина  | обход вокруг божества*                                                         |
| visarjana               | висарджана                | прощание или проводы                                                           |

* в храме или домашней алтарной комнате, позволяющей обходить мурти вокруг.
Отдельные упачары
|                                  |                         |                                      |                                    |                                    |
| Абхишека: омовение мурти молоком | Пушпа: «водопад» цветов | Найведья в деревне: предложение пищи | Выполнение простирания паломниками | Арати: освящение ритуальной лампой |

## Ритуальные принадлежности
Для выполнения упачар необходимо несколько ритуальных предметов:
| Предмет (eng) | Предмет (рус) | Функция                                                                        |
| ------------- | ------------- | ------------------------------------------------------------------------------ |
| sruva         | шрува         | ложка для подношения топлёного масла или воды                                  |
| panapatra     | панапатра     | чаша для предложения божеству воды                                             |
| ghanta        | гханта        | колокольчик, в который звонят перед божеством                                  |
| patra         | патра         | металлическая тарелка для прасада                                              |
| padma         | падма         | символический цветок лотоса, который должен быть открыт во время поклонения    |
| dipa          | дипа          | подставка для масляной лампы с несколькими фитилями                            |
| arati-dipa    | арати-дипа    | лампа для предложение огня в виде зажжённой масляной лампы или горящей камфоры |

Набор ритуальных принадлежностей для пуджи
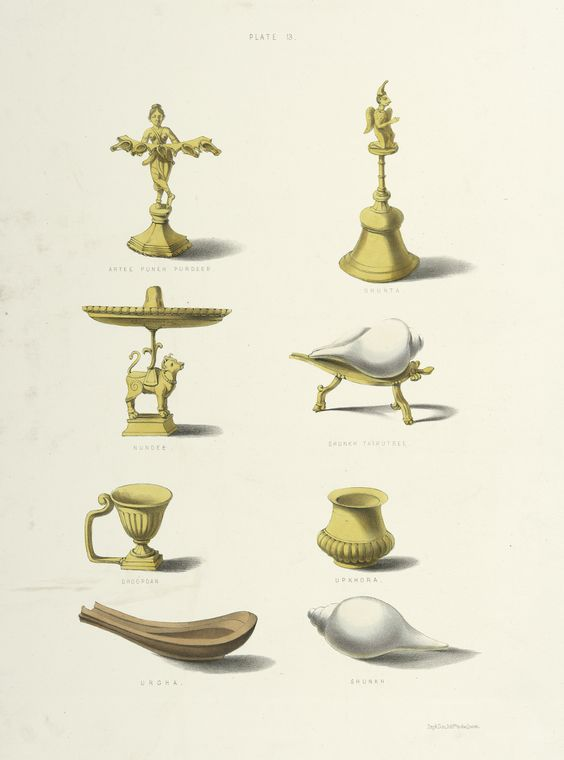
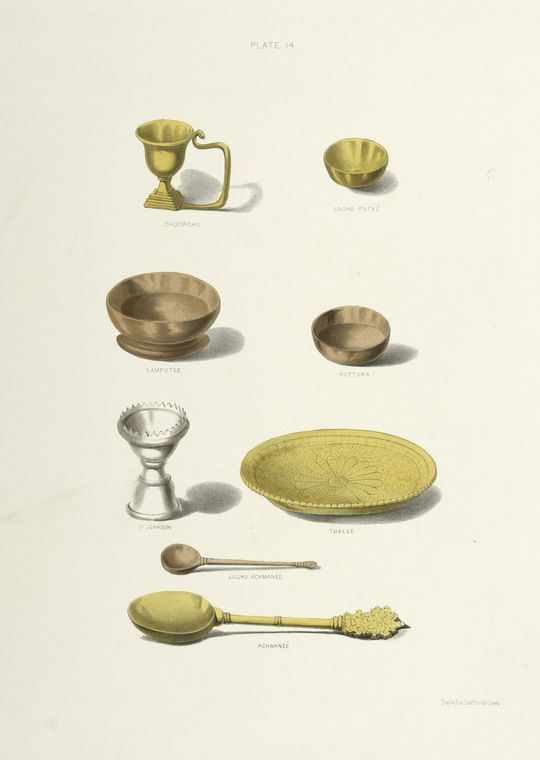

## Домашняя пуджа
Дева-пуджа, или пуджа для богов, проводится в четырёх местах. К ним относятся:
- семейные святилища, где почитается домашнее божество;
- храмы, посвящённые богам общеиндийского пантеона, таким как Вишну или Шива;
- открытые пространства во время религиозных праздников, проводящихся либо храмами, либо местными общинами;
- святилища или храмы местных деревенских божеств.

В каждом из перечисленных случаев пуджа исполняется по-разному, включая как ритуальные жесты и последовательность действий, так и минимально необходимый набор подношений божеству. Пуджи проводятся в соответствии с установленными правилами, которые отличаются в зависимости от традиций сампрадаи, территории и почитаемого божества. Большинство верующих индусов проводят пуджи ежедневно в домашних условиях.
Божествами для домашней пуджи выступают гриха-девата (griha-devata), или «божество дома», кула-девата (kula-devata), или «родовое божество», ишта-девата (ishta-devata), или избранное божество отдельного члена семьи. В прошлом, по всей видимости, ими были образы предков или якша — дух природы, которого почитали предки. Божественные образы передаются из поколения в поколение. В семьях ими обычно выступают камешки с отметками или без них. Каждый из них обмывается и украшается сандаловой пастой, куркумой или кумкумом, освещается лампадой, окуривается благовониями. Каждое божество уникально: у него есть любимые цветы и фрукты, особый день и свой ритуал. В отдельные дни одному из семейных божеств уделяется индивидуальное внимание. В остальное время наследственные образы являются неотъемлемой частью группы домашних божеств. Главное место в домашнем пантеоне отводится патриархальным и матриархальным божествам, что отражает семейную иерархию. Новые члены семьи — невестки — приходят в дом со своим собственным ишта-деватой. Он присоединяется к домашнему пантеону, а по мере взросления хозяйки и появления детей и внуков божество смещается во главу группы домашних божеств.
В то же время семья может почитать божество, которое может быть избранной формой божества из общеиндийского пантеона. Божество или группа божеств устанавливается на алтаре или в отдельной небольшой комнате, которая отведена исключительно для поклонения. В Индии алтарное место называют «пуджасала» (pujasala). На алтаре находятся изображения божеств, или мурти, которые могут стоять на столе или на низкой платформе. Кроме того, изображения божеств, или мурти, нередко размещаются в деревянном «храмовом» шкафу, двери которого открывают только во время службы.
Домашняя пуджа и алтарь
|                                        |                               |                          |                                    |                                                                  |
| Домашняя пуджа Ганеше, Восточная Индия | Домашний алтарь в честь Дурги | Алтарная комната, Орисса | «Храмовый» шкаф для домашней пуджи | Божества для домашней пуджи на пьедестале: Лакшмана, Рама и Сита |

В качестве объектов домашнего поклонения выступают не только изображения божеств, или мурти. Ими могут быть символические формы бога. У вайшнавов такую роль выполняют каменные шалаграмы, у шайвов — лингамы. Как отмечали англичане ещё в XIX столетии, пуджа в честь лингама состояла главным образом из омывания его водой и подношения цветов. Глава семьи или её старейший член берёт на себя функции пуджари. Остальные члены семьи присутствуют во время пуджи или выполняют отдельные вспомогательные задачи, например, подают воду, цветы, подношения или овевают мурти особым опахалом — чамарой. Участники пуджи предлагают свои поклоны и простирания божеству, а также совместно воспевают ему гимны и мантры. В вайшнавской традиции пищу, предложенную Вишну, после завершения пуджи раздают всем присутствующим как благословение божества, или прасаду. В шиваизме верующие пьют воду, которой омывали лингам. Освящённую еду употребляют сразу после пуджи, после чего её участники некоторое время остаются возле алтаря в умиротворении и молчании.
Особый ритуал проводится в честь богини процветания и счастья Лакшми. Нередко богиню представляют символически как металлический горшок с водой, стоящий на насыпи сырого риса и увенчанный кокосовым орехом и короной из листьев манго. Кроме того, Лакшми поклоняются в форме янтр — сакральных диаграмм, отражающих её божественные качества. Пуджи Лакшми организуются по пятницам. Забота о поклонении богине лежит на женской части семьи. Рано утром воспеваются имена Лакшми, днём выполняется пуджа и читаются шлоки, ночью не ложатся спать, памятуя Лакшми и произнося ей молитвы и мантры. На пудже Лакшми предлагаются цветы лотоса, сладкая пища и свадебный наряд невесты. Лакшми олицетворяет богатство и успех, поэтому считается, что её почитание должно приводить к улучшению финансового положения. Пуджа Лакшми широко распространена в торговле и финансах. Ещё в 1839 году «Журнал Королевского азиатского общества Великобритании и Ирландии» писал об обычае: «В день новой луны происходит поклонение Лакшми. Лавочники и банкиры вынимают все свои бухгалтерские книги, кладут на каждую по монетке, а затем проводят пуджу, предлагая им пасту из сандалового дерева и цветы, после чего совершают поклонение. Это они делают для процветания в течение всего года, который только начинается».

Подношения на домашней пудже
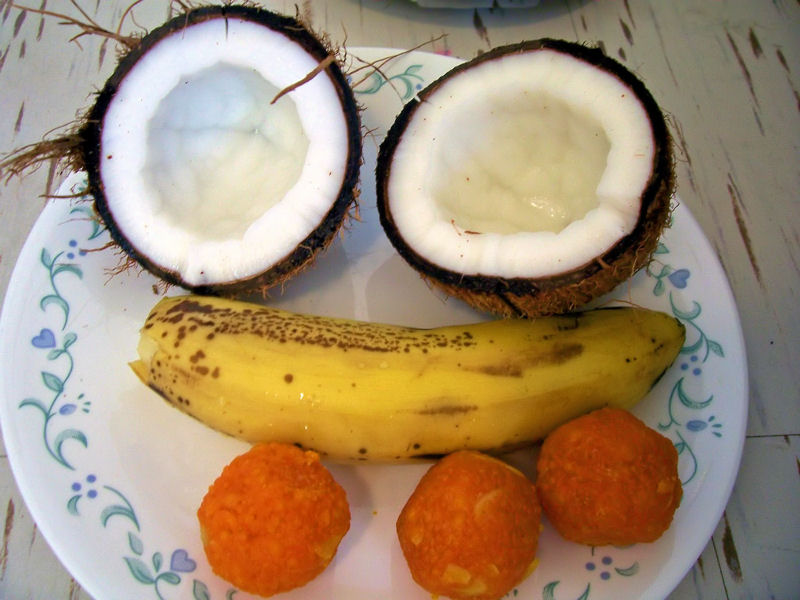
Подношение на пудже: кокос, банан и сладости
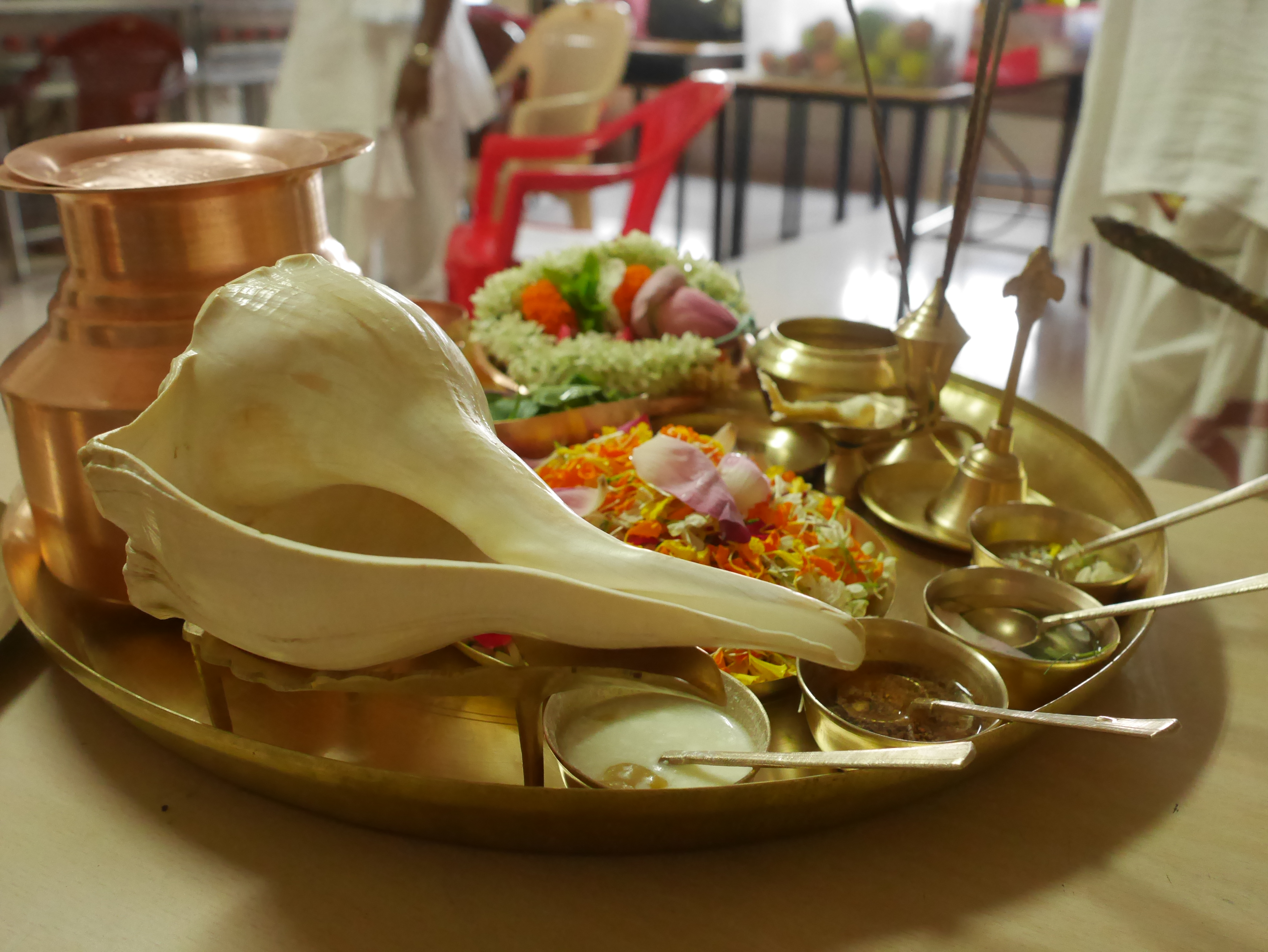
Принадлежности для пуджи Кришне
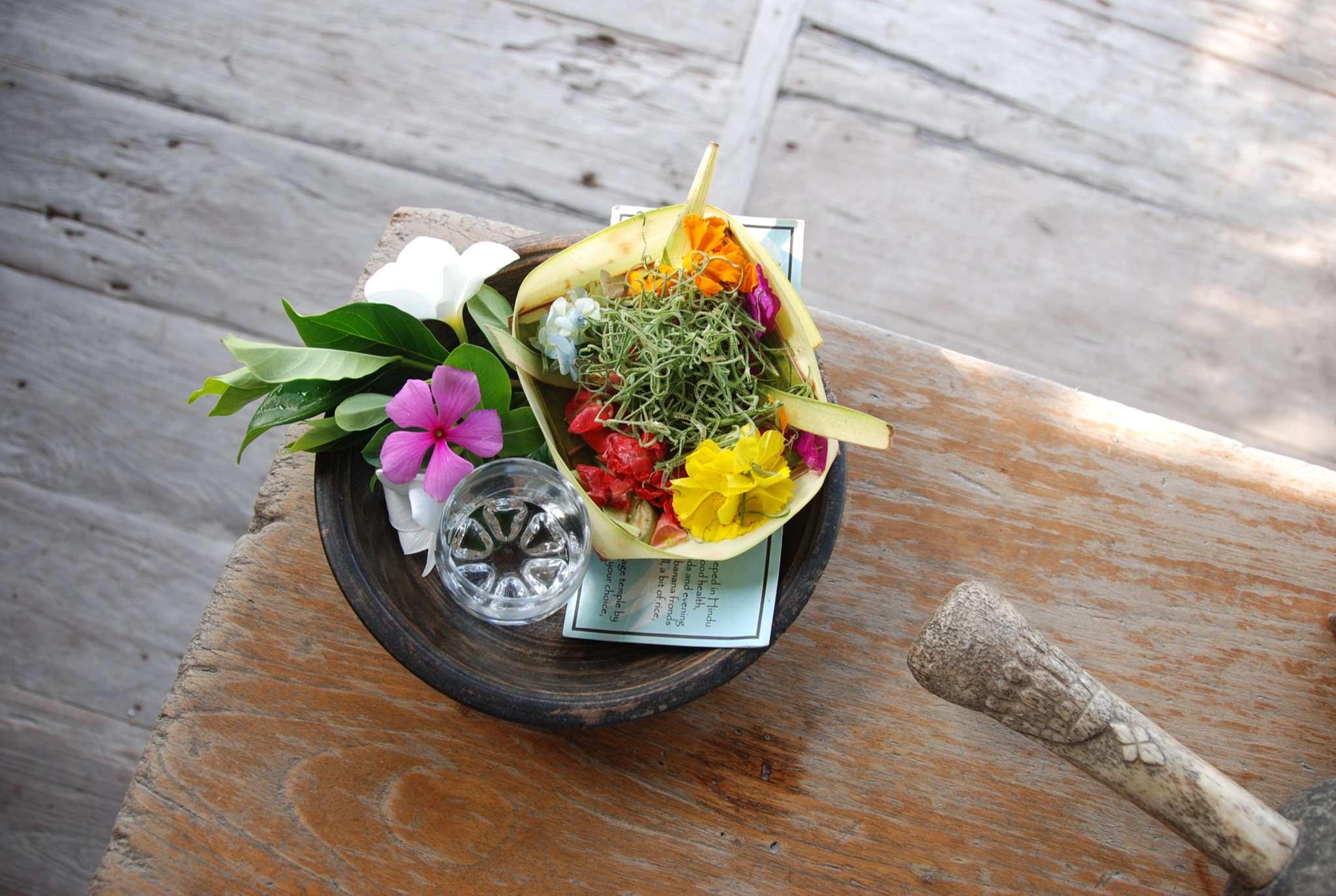
Подношение цветов и еды для пуджи на Бали (Индонезия)

## Пуджа живым людям
К варианту домашней пуджи может быть отнесена неортодоксальная пуджа, посвящённая живому человеку. Объектом поклонения выступает духовный учитель — гуру или ачарья. Пуджа носит публичной характер и привлекает последователей учителя. На пудже к гуру относятся как к живому богу или воплощению божества. Гуру подносят гирлянды и другие украшения, воскуривают ему благовония, омывают ноги и смазывают их сандаловой пастой, а также преподносят пищу и напитки. В заключении пуджи на гуру медитируют и получают его благословение. Воду с предварительно омытых ног последователи могут пить. Пуджа в честь гуру получила широкое распространение в буддизме и кришнаизме.
Писатель Ромен Роллан в жизнеописании учителя и мистика Рамакришны отмечает проведение им в честь своей жены тантрической пуджи:

Когда в 1872 году его жена Сарададеви в первый раз приехала к нему в Дакшинесвар, Рамакришна, преисполненный нежности к ней и глубокого, почти религиозного уважения, свободного от желанья, от малейшего налёта чувственности, признал в ней божество и оказал ей подобающие почести. В одну майскую ночь, сделав все требуемые культом приготовления, он усадил Сарададеви на трон Кали и совершил ритуальный обряд — «шораши пуджа» — поклонение женщине. Оба они впали в экстатическое полусознательное (или сверхсознательное) состояние. Придя в себя, он приветствовал в лице своей подруги святую Мать, которая, по его убеждению, воплотилась в этот живой символ непорочной человечности.
— Жизнь Рамакришны
В современной Индии и за её пределами Рамакришна как выдающийся духовный деятель сам стал объектом поклонения на пудже. Основанная его учеником Миссия Рамакришны проводит «Шри Рамакришна Парамахамса Гуру-пуджу». Ритуал проводится последователями Рамакришны в честь своего учителя в первое воскресенье каждого года с 1930-х годов.

## Храмовая пуджа и ратха-ятра
Полная пуджа в домашних условиях, состоящая из шестнадцати упачар, является сокращённой версией храмового служения. Ежедневное обязательное храмовое богослужение, или «нитья-пуджа», перед главным мурти храма отличается как по масштабу, так и по числу ритуалов. В зависимости от традиции и достатка храма пуджа выполняется от трёх до шести раз в день. В качестве пуджари выступают брахманы или представители касты священников. В некоторых храмах пуджари являются потомственными, то есть брахманская семья обслуживает один и тот же храм из поколения в поколение. Однако в брахманском сообществе храмовые служители имеют менее высокий статус, чем те, кто выполняет ведийские ритуалы, то есть представители немногочисленной традиции вайкханаса.
За исключением пуджи в честь Шивы, которая всегда адресуется неантропоморфному лингаму, объектом поклонения в храмах является антропоморфный, то есть человекоподобный образ. Храмовая пуджа обращена к мурти двух типов. Главное храмовое мурти, как правило, состоит из камня твёрдых пород, реже — особой цементной смеси. Его называют «мула виграха» (mula vigraha). Многотонное мурти никогда не передвигается со своего места. Вокруг главного божества проводятся ежедневные службы. Вторая форма храмового мурти известна как «утсава виграха» (utsava vigraha) — это малое подобие главного божества. Малое мурти можно переносить, и оно служит для праздничных процессий и пуджи за пределами храма. Утсава виграха строит из сплава пяти металлов «панча-лока», включая медь, олово, свинец, железо, серебро, реже — золото.
Храмовая пуджа
|                                                   |                                                   |                                                    |                                                                 |
| Подготовка к храмовой пудже с подношением лотосов | Пуджа в честь Дурги в Храме Дакешвари (Бангладеш) | Пуджа богине Камакхье в Храме Камакхайя (Гувахати) | Мальчик-шайва после предложения арати в храме Нанди в Бангалоре |

Главное божество храма почитается как хозяин храма и всего, что принадлежит храму, включая дары и пожертвования верующих. К божеству храма относятся как к лицу царских кровей. Ритуал ежедневной храмовой пуджи меняется в зависимости от времени суток. Утром божество «пробуждается» ото сна, в то время как в домашней пудже оно призывается в свой образ. Его храм подобен дворцу, а храмовые священники выступают дворцовыми слугами. Соответственно, «местом» бога служит трон, а в набор украшений обязательно входит корона. Переносное мурти ежедневно выносится за пределы храма, после чего совершается обход вокруг храмовой территории, подобно тому, как в прошлом раджи в Индии обходили свои владения.
Храмовые пуджи различаются в зависимости от традиции и региона. К примеру, в Южной Индии во время пуджи могут выступать танцующие девушки, называемые девадаси. Храмовые танцовщицы, посвящённые божеству при рождении или по обету родителей, входят в состав персонала храма. Пуджа Шиве включает множество тантрических элементов. В частности, брахман начинает пуджу, призывая бога Шиву в своё собственное тело. В вайшнавской традиции в крупных храмах задействованы приглашённые танцовщицы, музыканты и певцы. Число социальных групп, обслуживающих храмовую пуджу, может достигать десятка. К ним относятся брахманы, обеспечивающие божество и паломников едой, садоводы, выращивающие туласи и цветы для ритуалов, и прочие. Ежедневные обязанности каждой группы чётко регламентированы.
Храмовые пуджи не считаются коллективным действием, как в домашней пудже, где пуджари действует во благо всех членов семьи. В храме верующие могут реализовать свои индивидуальные просьбы посредством специальных подношений. Эта практика известна как «камья-пуджа», или пуджа для достижения личных целей. Посетитель храма попросит брахмана или особое лицо, отвечающие за камья-пуджу, о проведении для него ритуала. Взамен посетитель делает пожертвование храму или брахману. Подобные «факультативные» пуджи чаще всего проводятся в небольших святынях, располагающихся на территории храмового комплекса. Брахман от имени просителя возлагает к стопам божества фрукты и цветы или надевает на него гирлянду или украшения.
Храмовые пуджи могут адресоваться духовным личностям, которым приписываются божественные качества. В Индии к ним причисляют одного из идеологов движения за независимость Индии Махатму Ганди. В Мангалуре (Карнатака) в 1948 году на территории храма «Шри Брахма Байдаркала Гаради Кшетра» (12°52′08″ с. ш. 74°52′20″ в. д.) установлена глиняная статуя Махатмы Ганди, которую в 2013 году заменили на гранитную. Трижды в день в честь Ганди выполняется пуджа, а 2 октября каждый год на его день рождения организуется специальная пуджа.
Крупные храмы проводят праздники, связанные с божествами, которым они посвящены. Наиболее популярным храмовым праздником является ратха-ятра, или «праздник колесницы». Во время ратха-ятры переносное храмовое мурти устанавливается на большой колеснице. Она представляет собой церемониальную телегу, высота которой может достигать нескольких этажей. В колесницу садится пара брахманов, обслуживающих мурти. Саму колесницу вручную тянут несколько десятков верующих, для которых катание божества считается большим благом. Процессию сопровождает колонна участников, формирующаяся по социальным группам. Процессия движется по заранее намеченному маршруту, как правило, вдоль кварталов, окружающих храм. На ратха-ятре все желающие получают возможность лицезрения божества, что получило название «даршан». По ходу движения верующие бросают колеснице цветы, бьют кокосовые орехи или окропляют повозку водой. Местные сообщества могут также проводить «фестивали», на которых происходят публичное явление мурти и празднование в его честь. Общественные объединения или состоятельные семьи заказывают глиняные изваяния божества для праздничной пуджи. Изваяние сопровождают с музыкой и танцами, после чего его погружают в воды реки, где оно растворяется. Праздничные пуджи с временными образами божества особенно популярны в Бенгалии на северо-востоке Индии.
Общественные объединения в форме ассоциаций для организации пуджи получили распространение после обретения Индией политической независимости. Они создаются и действуют для спонсирования ежегодных общегородских пудж. Члены ассоциации собирают пожертвования среди соседей и друзей, заказывают изготовления божественных образов для поклонения во временных святилищах в праздничные дни, а также нанимают брахманов для ритуала.
Ратха-ятра в честь Джаганнатхи отмечается как в Индии, так и в Европе
|                                     |                               |                                           |                                            |
| Ратха-ятра в Пури (Индия), 2007 год | Ратха-ятра в Париже, 2008 год | Ратха-ятра во Вроцлаве (Польша), 2010 год | Ратха-ятра в Бирмингеме (Англия), 2011 год |

## Деревенская пуджа
Пуджа в сельской местности значительно отличается от городских традиций. Деревенская пуджа посвящена местным божествам, называемым «грамадевата». По некоторым признакам в них могут узнаваться божества общеиндийского пантеона, однако чаще они никак не связаны между собой. Грамадевата являются объектами поклонения исключительно местного сообщества. Среди них преобладают культы гневных богинь, по образу схожих с Кали или Дургой. Под влиянием синкретизма произошло слияние культов местных богинь с триматриками, или богинями тримурти. В прошлом на деревенских пуджах было распространено ведийское жертвоприношение животных. В ведийский период жертвоприношение рассматривалось как универсальный ритуал для достижения любых целей. Убийство животного не считалось актом насилия, поскольку оно предписывалось Ведами и могло привести к перерождению животного в новом теле в лучших условиях. Человеческие жертвоприношения также встречались и предназначались в первую очередь гневным богиням. Во время британского правления отчёты властей сохранили свидетельства о регулярных человеческих жертвоприношениях в XIX столетии в Камакхайе (Ассам) и Танджавуре (Тамилнад) в честь «Деви», то есть Дурги или Кали. Эти редкие явления сохранились в отдельных районах, несмотря на неодобрение убийств животных и запрет человеческих жертв.
В наибольшей степени культ деревенских богинь известен в Южной Индии. Местное божество чаще всего представлено родовой или общинной богиней. Составной частью её имени является «Амма», или «Мать». Деревенские храмы для Аммы весьма распространены и популярны, хотя в сельских условиях они могут представлять собой простейшее культовое сооружение. Иногда места почитания представляют собой не более чем огороженный участок за пределами деревни. Образ богини приносится на место для проведения ритуала. Если образ является постоянным, то им может выступать символическая форма — например, отметка на каменной скале, глиняный горшок или лампа для огня. Деревенский храм обслуживает наследственный пуджари из низкой касты, то есть не брахман. Им может быть кто-либо из почитателей богини из касты гончаров, играющий роль медиума в мистической связи с богиней. Деревенские пуджи не обязательно выполняются на регулярной основе, и в них не выполняются все упачары. Деревенская пуджа может включать простейшее подношение кокоса, бананов, нима или листьев бетеля, а также куркумы и варёного риса. Это наиболее распространённый перечень подношений на гуманной деревенской пудже. В случае жертвоприношения жертвами выступают овцы, козы, домашняя птица или буйвол. Праздничные пуджи включают торжественные процессии вокруг деревни, часто с факельным шествием.
Деревенская пуджа
|                                     |                                                   |                                           |                                                            |                                       |
| Кали: популярная деревенская богиня | Праздничная пуджа: сплав божества по реке, Керала | Уличная пуджа Дурге в предместье Удайпура | Жертвоприношение животного в Храме Кали в Белшваре (Ассам) | Пуджа с покаянием в Западной Бенгалии |